# Pro Evolution Soccer 3
Pro Evolution Soccer 3 (in Giappone Winning Eleven 7 International, negli USA World Soccer Winning Eleven 7 International), spesso abbreviato in PES 3, è un videogioco calcistico prodotto, sviluppato e pubblicato da Konami nel 2003.
È stato il primo gioco della serie a contenere alcune squadre con licenza ufficiale, ed anche il primo a debuttare su PC Windows.
L'arbitro italiano Pierluigi Collina è il testimonial europeo del gioco, sebbene non sia selezionabile fra gli arbitri del gioco.
I telecronisti dell'edizione italiana sono, come per la versione precedente, Luca De Capitani e Massimo Tecca.

## Innovazioni
Questo capitolo rispetto al precedente costituisce un importante passo avanti per la serie di Konami utilizzando un innovativo motore grafico che rende il gioco molto meno arcade e molto più realistico.
Per la prima volta compare il PES-Shop dove è possibile tramite i punti ottenuti nelle partite e nei tornei acquistare bonus, nuovi giocatori e le versioni classiche, cioè costituite da giocatori di diverse epoche già ritiratisi all'epoca dell'uscita del gioco, di alcune nazionali: Argentina, Brasile, Italia, Inghilterra, Olanda, Germania e Francia.
I giocatori di queste squadre, sebbene siano basati sulle loro controparti reali, non presentano i nomi ufficiali ma più o meno alterati.
Tra i giocatori sbloccabili ve ne sono alcuni dotati di nomi ufficiali e che erano ancora in attività all'epoca ma non giocavano in nessuna squadra rappresentata nel gioco, altri invece sono giocatori ritirati che non hanno i nomi reali.
Le nazionali di Giappone e Korea del sud sono le due uniche nazionali a possedere le divise ufficiali.

## Club

### Con licenza
- AC Milan
- AS Roma
- Juventus FC
- SS Lazio
- Parma Calcio
- Feyenoord

### Senza licenza
- Bruxelles (Anderlecht)
- Prague (Sparta Praha)
- North London (Arsenal)
- West Midlands Village (Aston Villa)
- Lancashire (Blackburn Rovers)
- West London Blue (Chelsea)
- Merseyside Blue (Everton)
- West London White (Fulham)
- Yorkshire (Leeds United)
- Merseyside Red (Liverpool)
- Lloyd (Manchester City)
- Trad Bricks (Manchester United)
- Tyneside (Newcastle United)
- North East London (Tottenham Hotspur)
- East London (West Ham United)
- Old Firm Blue (Rangers)
- Old Firm Green (Celtic)
- Azur (Monaco)
- Bourgogne (Auxerre)
- Aquitaine (Bordeaux)
- Rhone (Olympique Lyonnais)
- Languedoc (Olympique Marsiglia)
- Ile De France (Paris Saint-Germain)
- Nord (Lens)
- Rhein (Bayer Leverkusen)
- Rekordmeister (Bayern München)
- Westfalen (Borussia Dortmund)
- Hanseaten (Hamburger)
- Hauptstadt (Hertha Berlin)
- Ruhr (Schalke 04)
- Weser (Werder Bremen)
- Peloponnisos (Olympiacos)
- Athenakos (Panathīnaïkos)
- Emilia Sud (Bologna)
- Longobardi (Brescia)
- Veneto (ChievoVerona)
- Lombardia (Inter)
- Umbria (Perugia)
- Abruzzi (Udinese)
- Museumplein (Ajax)
- Stadhuisplein (PSV Eindhoven)
- Lisbonera (Benfica)
- Puerto (Porto)
- Esportiva (Sporting CP)
- Valdai (Spartak Mosca)
- Manzanares (Atlético Madrid)
- Guadalquivir (Real Betis)
- Galicia Sur (Celta Vigo)
- Galicia Norte (Deportivo La Coruña)
- Cataluna (Barcellona)
- Chamartin (Real Madrid)
- Donosti (Real Sociedad)
- Naranja (Valencia)
- Constantinahce (Fenerbahçe)
- Byzantinobul (Galatasaray)
- Marmara (Dinamo Kiev)